# Matka zebra
Matka zebra je třetí sólové studiové album českého rockového zpěváka, kytaristy a hlavně textaře Jana Sahary Hedla, vydané v roce 2001.

## Seznam skladeb
| Pořadí         | Název                      | Délka |
| -------------- | -------------------------- | ----- |
| 1.             | Hřbitovní kočka            | 3:22  |
| 2.             | Vem mě s sebou             | 2:51  |
| 3.             | Proč právě já              | 3:04  |
| 4.             | Hlubinné tůně              | 4:01  |
| 5.             | Už ti ji z lože berou      | 3:12  |
| 6.             | Zabíječ pavouků            | 2:23  |
| 7.             | V jasmínech tančí láska má | 4:15  |
| 8.             | Digitální ticho            | 2:55  |
| 9.             | Matka Zebra                | 4:58  |
| 10.            | Já vím                     | 6:12  |
| Celková délka: | Celková délka:             | 39:33 |